# Инозин
Инози́н (англ. inosine) — это нуклеозид, состоящий из гипоксантина, связанного с остатком рибозы (рибофуранозы) посредством β-N9-гликозидной связи. Монофосфат инозина окисляется ферментом инозинмонофосфатдегидрогеназой, образуя монофосфат ксантина, ключевой предшественник в метаболизме пуринов. Инозин является компонентом тРНК и необходим для трансляции в случае неоднозначных пар оснований.
В 2007 году Формулярным комитетом РАМН был отнесён к «устаревшим препаратам с недоказанной эффективностью».

## Реакции
Аденин превращается в аденозин или IMP, каждый из которых превращается в инозин (I), который комплементарно соединяется с аденином (A), цитозином (C) и урацилом (U).
Фосфорилаза пуриновых нуклеотидов взаимопревращает инозин в гипоксантин
Инозин также является интермедиатом в цепи реакций пуриновых нуклеотидов, необходимых для мышечных сокращений.

## Медицинское применение
Под названием «рибоксин» активно применяется в РФ в различных областях медицины. Не применяется в развитых странах. Серьёзных клинических испытаний препарат не проходил, а утверждение, будто он помогает от многих заболеваний и усиливает действие других препаратов, свидетельствует о его неэффективности: как отмечает в связи с этим президент Общества специалистов доказательной медицины кандидат медицинских наук Кирилл Данишевский, «если лекарство помогает от всего, на самом деле не помогает ни от чего».
Также на постсоветском пространстве и в отдельных европейских странах используется вещество инозин пранобекс (CAS 36703-88-5, ATC J05AX05), предположительно обладающее иммуностимулирующей активностью. Препарат запрещен FDA к продаже в качестве лекарственного средства на территории США с 1981 года как не имеющий доказательств эффективности.
Инозин входит в состав российского препарата цитофлавина, который, как утверждается производителем, помогает при лечении астении, синдрома выгорания, нервных перегрузок и может рекомендоваться спортсменам и людям, перенёсшим травму.
Сторонники применения инозин пранобекса заявляют о его противовирусных, а изредка и противораковых свойствах. В некоторых странах он используется при лечении людей со СПИДом, герпесом, гриппом, простудой, различными вирусными гепатитами или вирусными энцефалитами.
Российскими производителями предлагалось более широкое применение инозин пранобекса, в том числе при заболеваниях, вызванных вирусами Herpes simplex (простой герпес), ЦМВ и вируса кори, вирусом Т-клеточной лимфомы человека типа III, полиовирусами, вирусами гриппа А и В, ЕСНО-вирусом (энтероцитопатогенным вирусом человека), вирусами энцефаломиокардита и конского энцефалита.
Механизм противовирусного действия инозина (изопринозина), по заявлениям производителей, «связан с ингибированием вирусной РНК и фермента дигидроптероатсинтетазы, участвующего в репликации некоторых вирусов; усилением подавленного вирусами синтеза мРНК лимфоцитов, что сопровождается подавлением биосинтеза вирусной РНК и трансляции вирусных белков; повышением продукции лимфоцитов, обладающих противовирусными свойствами интерферонов — альфа и гамма».
В данных Национального центра биотехнологической информации США содержится одно исследование эффективности инозин пранобекса (под торговым названием изопринозин) против частых инфекций дыхательных путей у детей в возрасте от 4 до 8 лет, проведенное двойным слепым плацебо-контролируемым методом на базе St Anne Faculty Hospital, Brno. 
Согласно проведенному исследованию, «несмотря на временное увеличение общего количества CD3+, CD4+ и CD8+ Т-лимфоцитов после 6 недель ежедневного лечения изопринозином, не было различий в количестве и продолжительности острых респираторных инфекций, количестве курсов антибиотиков и количестве дней с кашлем, фарингитом, ринитом и повышенной температурой тела (как более 37, так и более 38 градусов Цельсия)».